# Bibikoff

Bibikoff
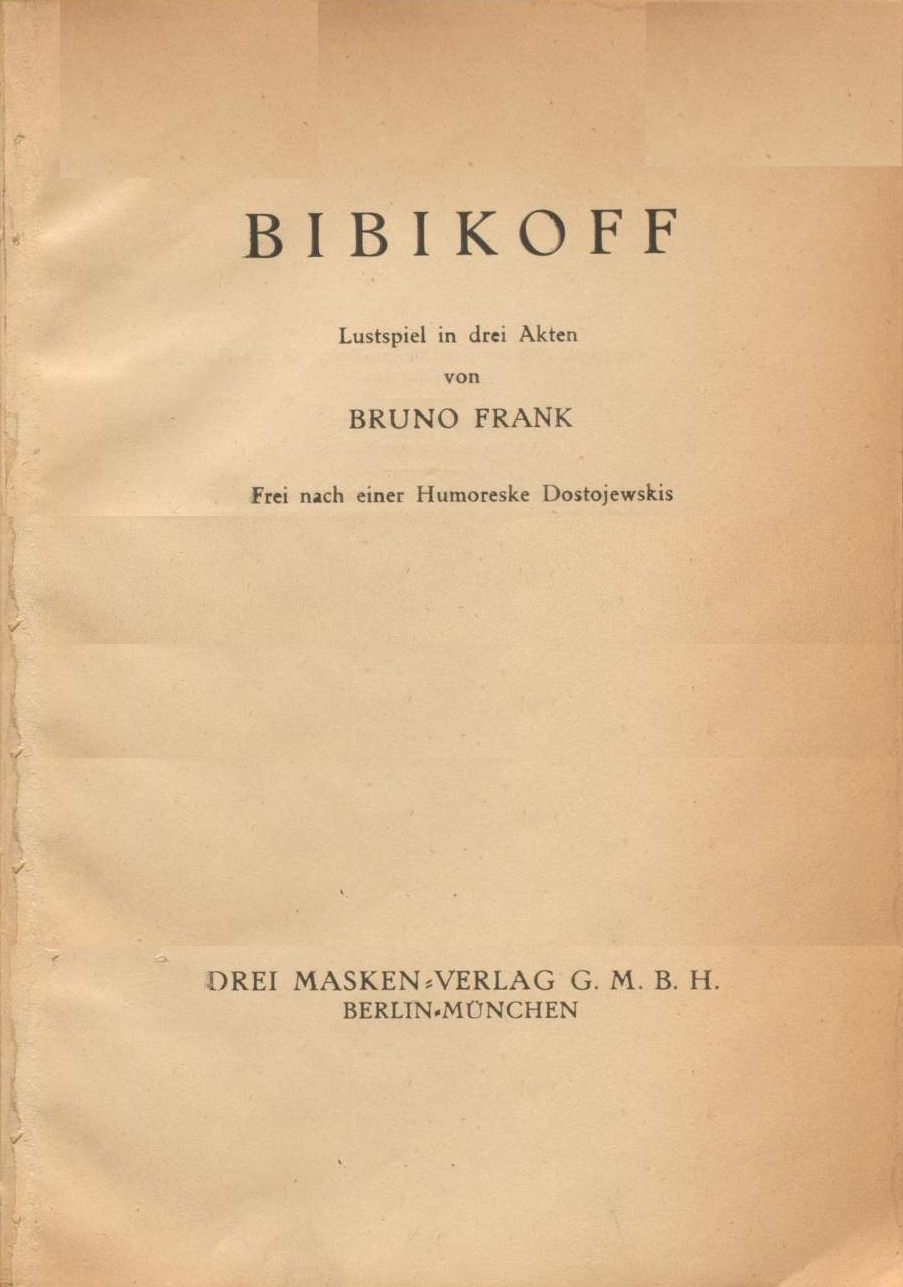

Bibikoff. Lustspiel in drei Akten frei nach einer Humoreske Dostojewskis ist ein Schauspiel von Bruno Frank aus dem Jahr 1918. Dem Stück liegt Dostojewskis Erzählung „Die fremde Frau und der Mann unter dem Bett“ zugrunde. Die Uraufführung fand am 20. Juni 1918 im Deutschen Theater Berlin statt. Die Regie führte Ferdinand Gregori und die Titelrolle spielte Max Pallenberg. Das Stück war kein großer Erfolg.
Ein Mitglied der Beamtenaristokratie wird als lächerlicher Kleinbürger vorgeführt. Seine wahnhafte Eifersucht, die ihn zerfrisst, treibt ihn zu grotesken Handlungen, während er angstvoll versucht, trotzdem die äußere Fassade zu wahren.
Der Titelheld, ein krankhaft eifersüchtiger älterer Ehemann, ist von dem Gedanken besessen, dass ihn seine treu liebende junge Frau betrügt. Er lauert ihr in der Oper auf und dringt in seinem blinden Wahn in die Wohnung einer fremden Dame ein, ohne zum (un)erwünschten Ziel zu gelangen. Schließlich kehrt er von seinen erfolglosen Observierungsgängen reumütig zu seiner Frau zurück, die ihn liebevoll empfängt und umsorgt.

## Handlung

### Übersicht
Bei der wahnhaften Suche nach seiner Gemahlin trifft der krankhaft eifersüchtige Bibikoff in der Oper auf einen jungen Herrn, der auf seine Geliebte wartet. Bibikoffs Suche bleibt ohne Ergebnis, aber ein zufällig gefundenes Billett, das er seiner Gattin zuschreibt, führt ihn in die Wohnung einer fremden Dame. Dort trifft er den jungen Herrn wieder, den Geliebten der Dame. Als plötzlich der Herr des Hauses heimkehrt, retten sich die beiden Schicksalsgenossen unter das Ehebett. Der junge Herr entwischt unbemerkt, Bibikoff wird von dem Gatten entdeckt und kann nur mühsam seinen Kopf aus der Schlinge ziehen. Der junge Herr begibt sich zu Glafira und klärt sie über die Abenteuer ihres längst überfälligen Gatten auf. Bibikoff kehrt heim und gesteht reumütig, dass er seine treue und liebevolle Frau vollkommen zu Unrecht verdächtigt hat.

### Erster Akt
In einem Korridor der Oper. – In einem Vorspiel unterhalten sich Logenschließer und Garderobiere über die gerade laufende Oper: „Othello“ von Giuseppe Verdi – ein erster Verweis auf die Eifersucht, die in Bruno Franks Stück eine beherrschende Rolle spielt. Glafira, die Gemahlin des eifersüchtigen Bibikoff, platzt mitten während der Vorstellung herein, zusammen mit ihrer Freundin Natascha, und begibt sich in ihre Loge.
Ein ebenfalls verspäteter junger Herr, der auf seine Geliebte wartet, trifft auf Bibikoff, der seine Frau in einer der Logen in verfänglicher Begleitung vermutet. Er spricht den jungen Herrn in höchster Aufregung unvermittelt an, schämt sich jedoch seines Anliegens, stottert herum, läuft davon, kommt unverhofft wieder zurück, und so fort. Schließlich gibt er sich einen Ruck und fragt den jungen Herrn schamhaft, ob er eine Dame gesehen habe, die Frau seines Freundes, er selbst sei Junggeselle, die ihm „fremde Frau“, gibt er ganz verwirrt zum Besten, sei „eine Dame von sehr, sehr anständigem Lebenswandel, nur etwas leichten Inhalts“, so als spräche er über Literatur, und er wolle die Frau im Auftrag seines Freundes überführen. Er verplappert sich und verrät den Vornamen der „fremden Dame“: sie heißt Glafira. Zuerst hält er den jungen Mann für ihren Liebhaber, lässt sich aber gern überzeugen, dass er sich irrt. Der junge Herr rät ihm, sich ins Parkett zu begeben und, wenn gleich in der Pause das Licht angeht, von dort aus die Logen zu beobachten.
Während der Gatte im Parkett lauert, kommen die beiden Damen vorzeitig aus ihrer Loge und treffen auf den jungen Herrn. Als Natascha sie mit ihrem Vornamen Glafira anspricht, lässt er sie wissen, dass ihr Mann auf der Suche nach ihr ist, aber die genervte Glafira verlässt die Oper, ohne ihren Gemahl abzuwarten. Bibikoff hat im Parkett ein Billett aufgefangen, das er gegen alle Vernunft für ein kompromittierendes Briefchen seiner Frau hält. Er zeigt dem jungen Herrn das Billett, und der erkennt, dass es für ihn bestimmt ist und ihn zum Rendezvous mit seiner Geliebten einlädt.

### Zweiter Akt
Wohnung der fremden Dame. – In einem Vorspiel plaudert die fremde Dame mit ihrer Zofe über ihren Geliebten, der kurz darauf hereinschneit. Die Dame will ihren Ehemann nicht betrügen („ich bin eine honette Frau“), setzt sie ihm auseinander, sie will ihm die Scheidung abverlangen und den jungen Herrn in allen Ehren heiraten. Bibikoff stürmt in die Wohnung und dringt in das Schlafzimmer der fremden Dame ein, denn nach dem Billett vermutet er seine Frau hier – als plötzlich stürmisches Klingeln die Heimkehr des Hausherrn ankündigt. In ihrer Not retten sich Bibikoff und der Liebhaber unter das Ehebett, wo sich ein stiller Kampf um Platz in der Enge und ein grotesker Dialog zwischen beiden entspinnt. Währenddessen lenkt die fremde Dame ihren kränkelnden Ehegatten vom Geschehen unter dem Bett ab und betütelt ihn freundlich. Schließlich gelingt es dem jungen Herrn, unbemerkt zu entkommen, aber Bibikoff wird von dem Hausherrn entdeckt. Seine schlotternde Angst stachelt Bibikoff zu den lächerlichsten Ausreden an, das Ehepaar bricht in ein homerisches Gelächter aus, Bibikoff gibt ungefragt zum Besten, „daß meine Frau unschuldig ist, vollkommen unschuldig“, und der mitleidige Hausherr lässt Bibikoff in Frieden ziehen.

### Dritter Akt
Wohnzimmer im Haus Bibikoff. – Dostojewski handelt in seiner Erzählung Bibikoffs Rückkehr in die eheliche Wohnung auf nur zwei Seiten ab, Bruno Frank widmet ihr den ganzen dritten Akt. Die treue Glafira wartet voller Unruhe auf ihren Gatten, sie liebt ihn, auch wenn er sie beständig mit seiner Eifersucht plagt. Die spitzen Bemerkungen Nataschas und ihre leichtfertigen Vorschläge („Glafira, Sie verlieren Ihre Jugend“) weist sie weit von sich. Der junge Herr lässt sich melden. Er erzählt Glafira unverhohlen von seinem Abenteuer mit Bibikoff unter dem Bett der fremden Frau. Schließlich kreuzt Bibikoff auf. Er verwirrt seine Gattin, die bereits alles weiß, mit weitschweifigen Erklärungen über sein Abenteuer. Endlich schwört Bibikoff feierlich seiner Eifersucht ab, und das Spiel kommt zu einem versöhnlichen Ende.

## Personen

### Hauptrollen

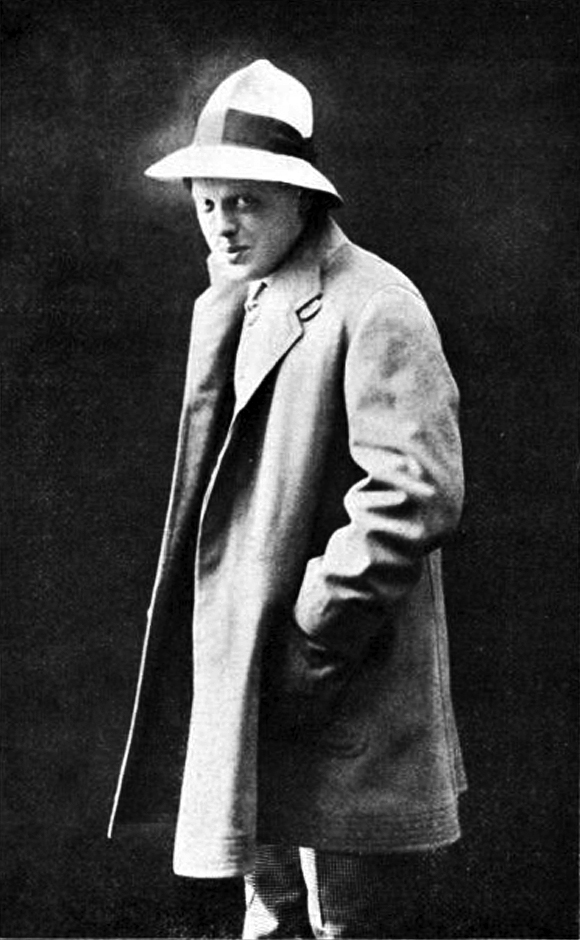
Max Pallenberg, 1909.

- Iwan Alexandrejewitsch Bibikoff, Wirklicher Staatsrat, etwa 55 Jahre alt, Glafiras eifersüchtiger Ehemann, Darsteller in der Uraufführung: Max Pallenberg.
- Glafira, Bibikoffs treue junge Ehefrau, die unter der wahnhaften Eifersucht ihres Gatten leidet, von Natascha mitleidig „Desdemona“ genannt.
- Natascha, Glafiras Freundin, etwa 45 Jahre alt.
- Agrafena Romanowna, „die fremde Dame“, junge Frau, Gattin von Stepan Ilitsch.
- Stepan Ilitsch, älterer Herr, etwa 65 Jahre alt.
- Tworogin, „der junge Herr“.

### Nebenrollen
- Lisenka, Glafiras Zofe.
- Jascha, Diener bei Bibikoffs.
- Porphyri Nikitsch, ein Logenschließer in der Oper.
- Pulcheria Alexandrown, eine Garderobiere in der Oper.

## Entstehung
1929 äußerte sich Bruno Frank über seine Theaterproduktionen:
„Um die größte Ruhe und Bequemlichkeit zum Schreiben meiner Romane zu erreichen, werde ich weiter fortfahren, alljährlich ein Bühnenstück als Einnahmequelle zu verfassen, d. h. ein Bühnenzugstück,  lediglich vom kommerziellen Standpunkt aus. Ich betrachte es als keine dichterische Leistung, sondern sehe es lediglich als interessantes Experiment an.“
Dies ist nicht wörtlich zu nehmen, denn seine Stücke, auch seine Komödien, sind keine plumpe Aneinanderreihung von publikumswirksamen Szenen, sondern oft ernsthaft und hintersinnig. Vor der Herausgabe von „Bibikoff“ hatte Bruno Frank sich bereits erste Sporen als Dramatiker mit zwei anderen Stücken verdient: 1916 mit der Komödie „Die treue Magd“ und kurz vor „Bibikoff“, ebenfalls 1918, mit dem Schauspiel „Die Schwestern und der Fremde“.
Als Vorlage für sein Lustspiel „Bibikoff“ diente Bruno Frank Dostojewskis Erzählung „Die fremde Frau und der Mann unter dem Bett“. Im Titel seines Stücks gibt Bruno Frank an, dass es sich um eine „freie“ Bearbeitung „nach einer Humoreske“ Dostojewskis handelt. Es ist nicht bekannt, welche Ausgabe Bruno Frank als Vorlage benutzte. Die erste deutsche Ausgabe von Dostojewskis Erzählung erschien erst 1920, zwei Jahre nach der Herausgabe von Bruno Franks Bühnenstück.
Dostojewskis Humoreske besteht aus zwei Kapiteln, ehemals selbständigen Einzelerzählungen, die er zu einer Geschichte verschmolz, die man aber auch unabhängig voneinander lesen könnte. Die Verbindung zwischen beiden wird nur locker durch die Person des Titelhelden hergestellt. Bruno Frank schuf eine Handlung aus einem Guss, in der die ursprüngliche Zweiteilung nicht mehr erkennbar ist. Für den Theaterroutinier Bruno Frank war beim Lesen der Vorlage die dramatische Struktur und Dialoglastigkeit der Erzählung augenfällig, sie „schrie“ regelrecht nach einer Dramatisierung. Auch die geringe Zahl der Schauplätze sprach für die leichte Realisierung auf der Bühne.
Während Bruno Frank sich eng an die Dialogführung der beiden männlichen Helden  anlehnte, stellte er die szenische Abfolge teilweise um. Er ließ eine Szene des ersten Kapitels ganz weg, ergänzte die beiden ersten Akte um lustige Vorspiele und fügte einen selbsterfundenen dritten Akt hinzu. Inhaltlich unterscheidet sich Bruno Franks Lustspiel wesentlich dadurch, dass die junge Frau ihrem Gatten in unverbrüchlicher Treue anhängt, während sie bei Dostojewski drei Herren dient, ihrem Ehemann und zwei Liebhabern.
Die Tabelle zeigt die Unterschiede zwischen beiden Werken. – Benutzte Druckausgaben: Frank 1918.1, #Dostojewski 1921.
| Handlung                                                      | Bibikoff   | Bibikoff                      | Die fremde Frau und der Mann unter dem Bett | Die fremde Frau und der Mann unter dem Bett |
| Handlung                                                      | Akt, Szene | Ort                           | Kapitel, Seiten                             | Ort                                         |
| ------------------------------------------------------------- | ---------- | ----------------------------- | ------------------------------------------- | ------------------------------------------- |
| Vorspiel: Logenschließer und Garderobiere                     | 1, 1       | Opernhaus                     |                                             |                                             |
| Glafira begibt sich in ihre Loge                              | 1, 2       | Opernhaus                     |                                             |                                             |
| Bibikoff sucht seine Frau Junger Herr erwartet seine Geliebte | 1, 3-5     | Opernhaus                     | I, 249-263                                  | Vor dem Mietshaus                           |
| Junger Herr trifft Glafira, als sie ihre Loge verlässt        | 1, 6       | Opernhaus                     |                                             |                                             |
| Bibikoff und der junge Herr treffen Glafira mit Bobynizin     |            |                               | I, 263-271                                  | Vor Bobynizins Wohnung                      |
| Glafira besänftigt ihren Mann und ihre Liebhaber              |            |                               | I, 271-274                                  | Vor dem Mietshaus                           |
| Fund eines Liebesbriefchens                                   | 1, 7       | Opernhaus                     | II, 274-282                                 | Opernhaus                                   |
| Vorspiel: fremde Dame und Zofe                                | 2, 1       | Boudoir der fremden Dame      |                                             |                                             |
| Bibikoff und junger Herr unter dem Bett                       | 2, 2-4     | Schlafzimmer der fremden Dame | II, 282-305                                 | Schlafzimmer der fremden Dame               |
| Bibikoff wird entlarvt                                        | 2, 5       | Schlafzimmer der fremden Dame | II, 305-314                                 | Schlafzimmer der fremden Dame               |
| Glafira wartet auf Bibikoff                                   | 3, 1       | Bibikoffs Wohnzimmer          |                                             |                                             |
| Junger Mann kommt Glafira wartet auf Bibikoff                 | 3, 2-3     | Bibikoffs Wohnzimmer          | II, 314-315                                 | Bibikoffs Wohnzimmer                        |
| Bibikoffs Rückkehr                                            | 3, 4-8     | Bibikoffs Wohnzimmer          | II, 314-315                                 | Bibikoffs Wohnzimmer                        |

## Aufführungen
Die Uraufführung fand am 20. Juni 1918 im Deutschen Theater Berlin im Rahmen der Berliner Sommerdirektion Maximilian Sladeks statt. Die Regie führte Ferdinand Gregori, die Titelrolle spielte Max Pallenberg. Das Stück wurde am Deutschen Theater zwischen dem 20. Juni und dem 21. Juli 1918 14-mal gespielt. Über weitere Aufführungen, auch an anderen deutschsprachigen Theatern, ist nichts bekannt. Es ist nicht ausgeschlossen, dass das Stück trotz der Kritikerverrisse beim Publikum gut ankam.

## Rezeption
Der Kritiker Siegfried Jacobsohn spie nach der Uraufführung Gift und Galle in seiner Zeitschrift „Die Weltbühne“ über das vermeintlich geringe intellektuelle Niveau des Stücks. Allerdings vermied er es wohlweislich, das Denkmal Dostojewski anzugreifen, das die Vorlage geliefert hatte, nur allzu leicht hätte die Kritik an dem Dichterfürsten auf ihn selbst zurückfallen können. Möglicherweise fiel Jacobsohn „dem typisch deutschen Ernst“ zum Opfer, denn er strapazierte seine Lachmuskeln nicht während der Uraufführung:
„Das ist eins von den Stücken, in denen man immerzu mit steifem Ernst für sich selbst feststellt, daß dem Autor die Abfassung offenbar einen Heidenspaß gemacht hat. Er dauert fünfundsiebzig Minuten, und seine Kürze ist leider nicht des Witzes Seele, sondern der Witzlosigkeit.“
„… also den dritten Akt hat er selbst erfunden, und da sei Gott vor.“
Am Schluss „kommt keine von den Pointen, die hergepaßt hätten, keine einzige, sondern der Vorhang sinkt resigniert, und die Zuschauer fühlen sich berechtigt, so enttäuscht von dannen zu ziehen, daß sogar die Claque nicht ins Gewehr zu treten wagt.“
Der Journalist und Übersetzer Max Meyerfeld urteilte nach der Uraufführung in der Neuen Zürcher Zeitung über Bruno Franks Komödie:
„Unbedenklich. Sie hat einen etwas bittern Beigeschmack, wenn man sieht, wie Bruno Frank, der uns vor kurzem in seinem Schauspiel Die Schwestern und der Fremde als feiner Kammermusiker mit kleinem, reinem Ton begegnet war, jetzt dem kaum zu bändigenden Kasperl Pallenberg eine Rolle ganz unbekümmert auf den Leib schreibt. … Im einzelnen dürfte schwer festzustellen sein, wie Frank die Rolle dem Pallenberg oder Pallenberg die Rolle frank sich selbst mundgerecht gemacht hat.“

## Druckausgabe
- Bruno Frank: Bibikoff. Lustspiel in drei Akten frei nach einer Humoreske Dostojewskis. Berlin/München : Drei Masken Verlag, 1918.